# جون باين جاكسون
جون باين جاكسون (بالإنجليزية: John Payne Jackson)‏ هو صحفي نيجيري، ولد في 25 مارس 1848 في رأس النخيل في ليبيريا، وتوفي في 1 أغسطس 1915 في لاغوس في نيجيريا.